# Toakai Puapua
Toakai Puapua est un ancien entraîneur de football tuvaluan devenu dirigeant de football. Sélectionneur des Tuvalu de 2006 à 2010, il est depuis 2014 le président de la  Tuvalu National Football Association (TNFA).

## Biographie
De 2006 à 2008, il est l'entraîneur du FC Tofaga A, remportant trois trophées nationales en 2006 et en 2007. 
Dans le même temps, il est nommé sélectionneur national des Tuvalu en 2006. Il dirige la sélection lors des Jeux du Pacifique Sud de 2007, qui constitue le premier tour des éliminatoires de la Coupe du monde 2010, devenant le premier sélectionneur tuvaluan à diriger un match FIFA. Néanmoins, les Tuvalu enregistrent trois défaites et un match nul, terminant derniers du groupe. Il reste le sélectionneur jusqu'en 2010. En quatre matchs, il n'en remporte aucun.
Il dirige la sélection de futsal des Tuvalu lors du championnat d'Océanie 2010, terminant dernier du tournoi.
En 2014, il devient le président de la Tuvalu National Football Association (TNFA).